# Verwaltungsgemeinschaft Parsberg
Die Verwaltungsgemeinschaft Parsberg im Oberpfälzer Landkreis Neumarkt i.d.OPf wurde im Zuge der Gemeindegebietsreform am 1. Mai 1978 gegründet und zum 1. Januar 2002 wieder aufgelöst.
Ihr gehörten die Stadt Parsberg und die Marktgemeinde Lupburg an, die seither Einheitsgemeinden mit eigener Verwaltung sind.
Sitz der Verwaltungsgemeinschaft war Parsberg.